# 저자 인용 (식물학)
저자 인용(author citation)은 식물 명명법에서 식물 이름을 유효하게 출판한 개인이나 집단, 즉 조류, 균류 및 식물에 대한 국제식물명명규약(ICN)에 명시된 공식 요구 사항을 충족하면서 처음으로 이름을 출판한 사람을 인용하는 방법이다. 종이 더 이상 원래 속 위치에 있지 않은 경우(즉, 속과 종명의 새로운 조합), 원래 속 위치에 대한 권한과 새로운 조합에 대한 권한이 모두 부여된다(괄호 안의 전자).
식물학에서는 인정된 표준 약어 목록에 따라 저자 이름을 축약하는 것이 관례이다(의무사항은 아님).
식물학 코드와 동물학의 일반적인 관행 사이에는 차이가 있다. 동물학에서는 저자명 뒤에 출판연도를 기재하고, 새로운 조합의 저자명은 일반적으로 생략한다. 소수의 보다 전문적인 관행도 식물 및 동물학 규정의 권장 사항에 따라 다르다.

## 같이 보기
- 분류학
- 학명